# Microregione di Valença
Valença è una microregione dello Stato di Bahia in Brasile, appartenente alla mesoregione di Sul Baiano.

## Comuni
Comprende 10 comuni:
- Cairu
- Camamu
- Igrapiúna
- Ituberá
- Maraú
- Nilo Peçanha
- Piraí do Norte
- Presidente Tancredo Neves
- Taperoá
- Valença